# Nowa Łomnica
Nowa Łomnica – wieś w Polsce położona w województwie dolnośląskim, w powiecie kłodzkim, w gminie Bystrzyca Kłodzka.

## Położenie
Nowa Łomnica to długa wieś łańcuchowa leżąca na skraju Wysoczyzny Łomnicy, w Rowie Górnej Nysy, na wysokości około 400–500 m n.p.m.

## Historia
Nowa Łomnica powstała w drugiej połowie XVI wieku na terenie domeny królewskiej. W 1578 roku wieś została kupiona przez rodzinę von Pannwitzów z sąsiedniej Starej Łomnicy. Później została włączona w skład posiadłości gorzanowskich i należała do rodzin Annabergów i Herbersteinów. W połowie XVII wieku wieś miała charakter rolniczy. W 1840 roku w Nowej Łomnicy było 60 budynków i folwark, była to więc wtedy duża wieś. Po 1945 roku pozostała typową wsią rolniczą o ustabilizowanej sytuacji demograficznej.
W latach 1975–1998 miejscowość administracyjnie należała do województwa wałbrzyskiego.

## Zabytki
Do wojewódzkiego rejestru zabytków wpisane są obiekty:
- chałupa nr 22, drewniana, z połowy XIX wieku,
- chałupa nr 29, drewniana, z połowy XIX wieku, przeniesiona do skansenu w Pstrążnej (Kudowa Zdrój).
- kapliczka słupowa, ne terenie posesji nr 23, kam., 1821

Inne zabytki:
- figura św. Jana Nepomucena z 1749 roku przy domu nr 6,
- kolumna maryjna naprzeciwko domu nr 108.

## Galeria

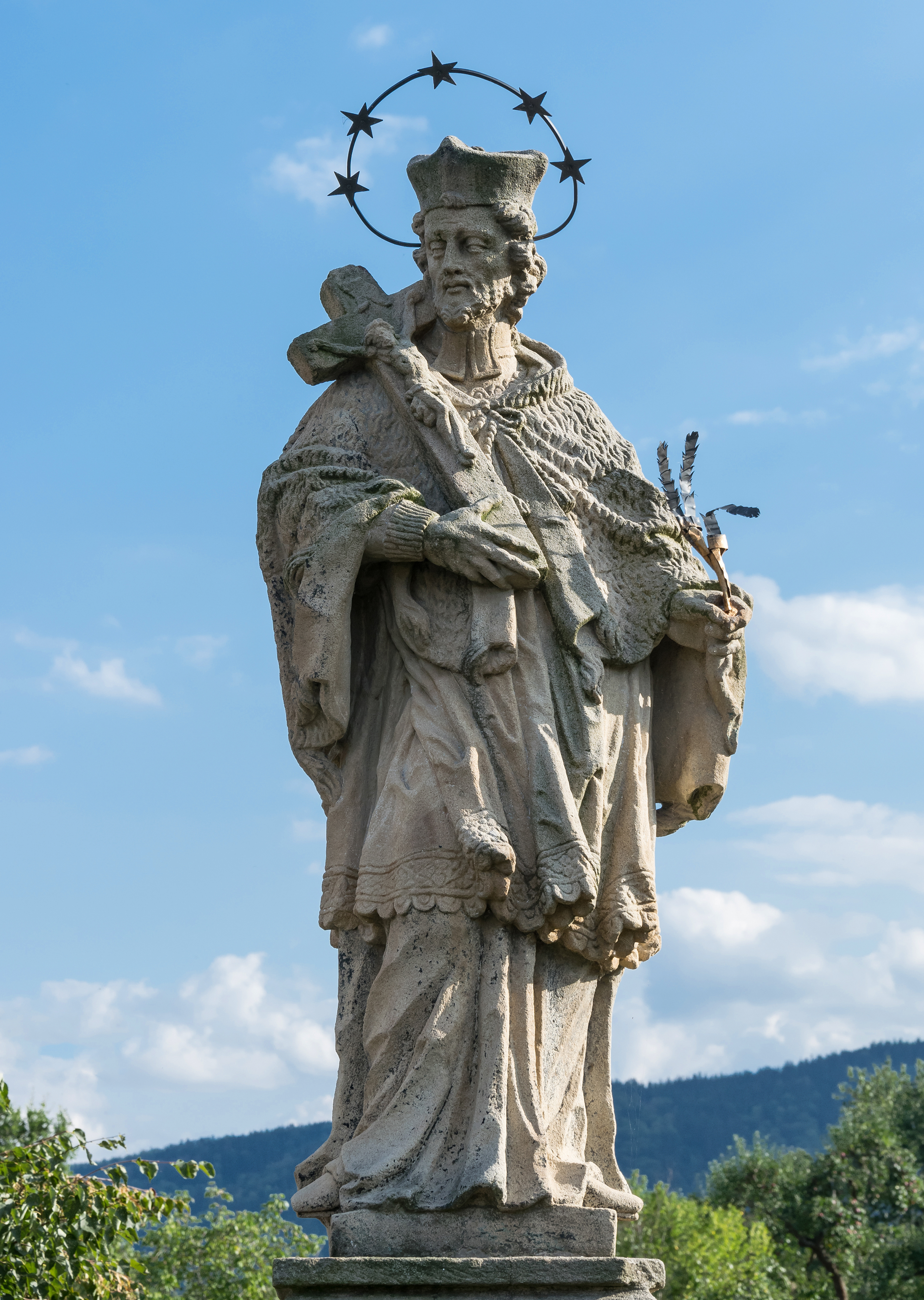
Figura św. Jana Nepomucena
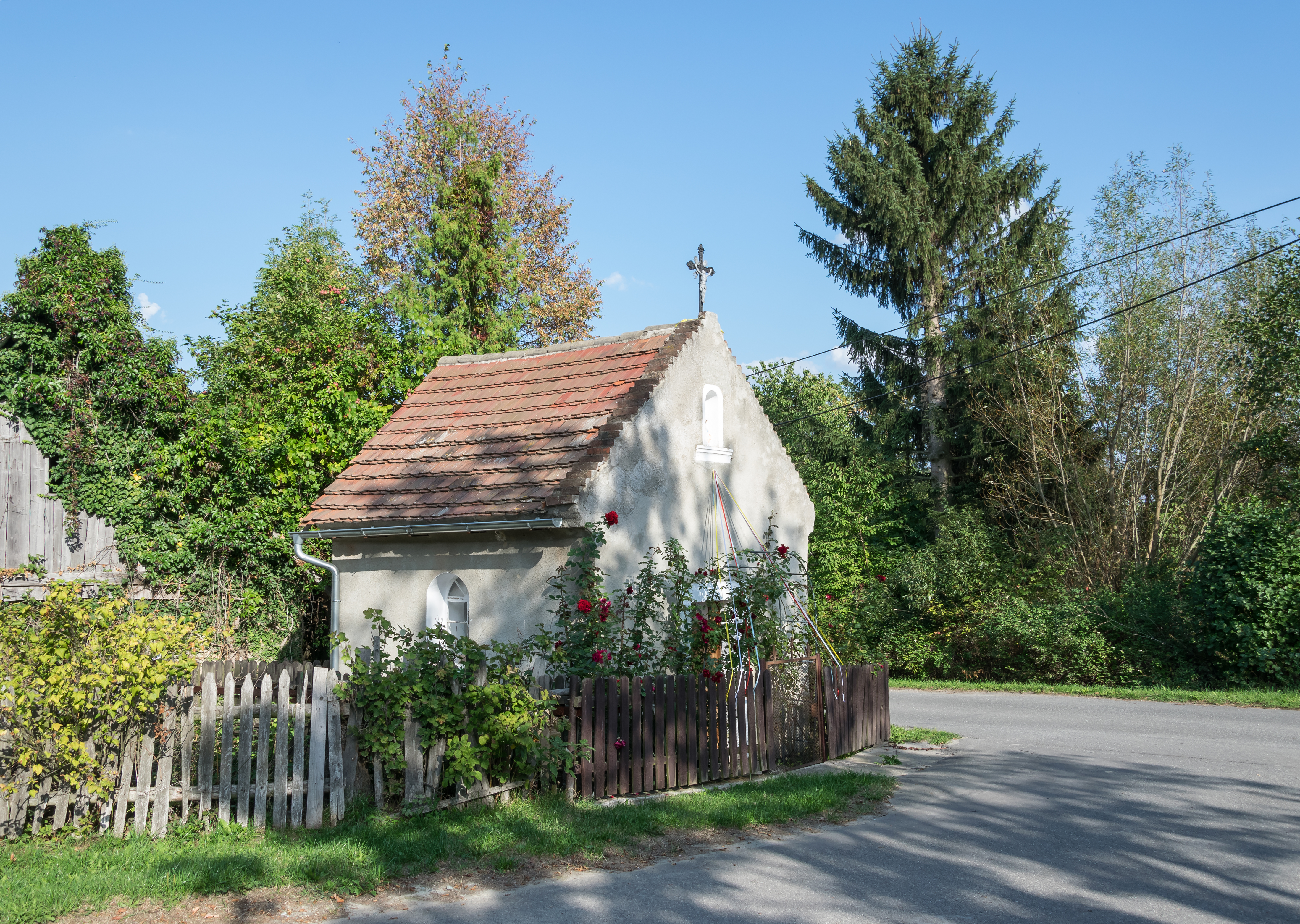
Kapliczka przydrożna